# Nanchang
För andra betydelser, se Nanchang (olika betydelser).
Nanchang är en stad på prefekturnivå och huvudstad i provinsen Jiangxi i sydöstra Kina.
Nanchang har länge varit ett centrum för transporter med hjälp av floden Gan som korsar staden. Fungerar även idag som ett slags logistik-centrum med transporter tvärs över Kina via järnväg, lastbil, båt och flyg. Flera lagerlokaler finns i staden.
Namnet Nanchang betyder den välmående södra delen av Kina.

## Historia
Historien berättar att Nanchang byggdes 220 f.Kr. av hankineser och har sedan varit inblandad i många stridigheter genom århundraden. Den mest berömda byggnaden från gamla Nanchang är nog Tengwanpaviljongen vilken byggdes år 653 e.Kr.
Paviljongen byggdes av Kungen Teng och har sedan bränts ner massor av gånger. Den sista rekonstruktionen som man ser nu är från 1989 och designen är från Songdynastin 960-1270 e.Kr. Byggnaden är 57,5 meter hög och står i ett 13 000 kvadratmeter stort område som är inhägnat av en tjock cementmur.
En annan sak Nanchang är berömt för är pariserhjulet Star of Nanchang, som innehade förstaplatsen som världens högsta pariserhjul 2006-2008. Hjulet är 162 meter högt vilket exempelvis är 25 meter högre än London Eye. Det har 60 gondoler med plats för 8 personer i varje och ger en fantastisk utsikt över staden.
Berömt är också Ba-Yi-torget eller "Första i åttonde-torget" vilket är ett minne av upproret mot den Nationella revolutionära armén den 1 augusti 1927. Upproret startades av Zhu De och Zhou Enlai men de blev slagna och flydde upp till Jinggangbergen längs gränsen i Hunan- och Jiangxiprovinserna. Det var här som Mao Zedong senare anslöt sig med sin armé och började den långa marschen för att starta revolutionen vilket resulterade i det nuvarande kommunistiska Kina. Zhu De anses vara den som bildade Röda armén i Kina.

## Administrativ indelning
Nanchang indelas i fem stadsdistrikt och fyra härad:
- Stadsdistriktet Donghu (东湖区), 30 km², 440 000 invånare;
- Stadsdistriktet Xihu (西湖区), 43 km², 460 000 invånare;
- Stadsdistriktet Qingyunpu (青云谱区), 40 km², 240 000 invånare;
- Stadsdistriktet Wanli (湾里区), 254 km², 80 000 invånare;
- Stadsdistriktet Qingshanhu (青山湖区), 220 km², 580 000 invånare;
- Häradet Nanchang (南昌县), 1 839 km², 1,07 miljoner invånare;
- Häradet Xinjian (新建县), 2 338 km², 670 000 invånare;
- Häradet Anyi (安义县), 656 km², 250 000 invånare;
- Häradet Jinxian (进贤县), 1 952 km², 720 000 invånare.

## Klimat
Genomsnittlig årsnederbörd är 2 373 millimeter. Den regnigaste månaden är juni, med i genomsnitt 357 mm nederbörd, och den torraste är oktober, med 36 mm nederbörd.